# Campo di concentramento di Hersbruck
Il campo di concentramento di Hersbruck è stato un lager nazista sito nell'omonima città. Era un sottocampo dipendente dal lager di Flossenbürg, ed è stato attivo dall'inizio di luglio del 1944 al marzo del 1945.

## Il campo
Per estensione, fu il maggiore sottocampo di Flossenbürg e il terzo tra i campi esistenti in Germania. Raggiunse una popolazione di 9 000-10 000 prigionieri di diverse nazionalità: italiani, austriaci, francesi, belgi, olandesi, ungheresi, rumeni, spagnoli, russi, cechi, polacchi, iugoslavi, tedeschi. Vi si trovavano anche degli ebrei.
I prigionieri sono stati destinati a recarsi quotidianamente al lavoro a Happurg, località sita a otto chilometri da Hersbruck, per costruirvi un sistema di gallerie sotterranee, lo Stollenbau, dove collocare le officine della BMW per la produzione di motori per aerei al riparo dalle incursioni aeree alleate.
Un altro luogo di lavoro forzato era a Norimberga, dove i prigionieri erano inviati a liberare le vie della ferrovia danneggiata dai bombardamenti.
Nell'inverno 1944-1945, le SS costruirono un proprio crematorio vicino a Förrenbach per i numerosi caduti del sottocampo di Hersbruck. A causa dei lavori forzati, delle inadeguate condizioni di vita nel campo e delle punizioni delle guardie SS, a volte morivano fino a 30 persone al giorno. A causa dell'elevato numero di morti, le SS fecero costruire un proprio crematorio e alla fine del 1944 i corpi dei detenuti furono bruciati all'aperto.
La fabbrica sotterranea non fu mai completata. Nell'aprile del 1945, il campo di Hersbruck fu evacuato: un convoglio di prigionieri malati lasciò Hersbruck su un treno merci diretto a Dachau e cinque colonne si misero in marcia a piedi verso sud. L'esercito statunitense liberò alcuni prigionieri lungo la strada per Dachau; altri dovettero proseguire a piedi da lì verso le Alpi prima di essere liberati. Circa 500 prigionieri riuscirono a fuggire durante le marce della morte; circa 300 morirono o furono assassinati.

## Nel dopoguerra
All'inizio degli anni '50 il sito è stato demolito, per creare lo spazio per nuove costruzioni. Le tracce del campo sono state così cancellate.

## Deportati italiani nel lager di Hersbruck
- Vittore Bocchetta[1]
- Guglielmo Bravo
- Odoardo Focherini
- Italo Geloni[10]
- Teresio Olivelli[1][10]
- Pietro Pascoli (1896-1974)
- Franz Thaler
- Alfonso De Lucia
- Giuseppe Moretti da Lodi
- Libero Longhi (1908-1944)
- Franco Cristiani (1922-1945)

### Memorie di deportati italiani
Bibliografia di testimonianze dirette di italiani prigionieri nel lager di Hersbruck:
- Pietro Pascoli, I deportati. Pagine di vita vissuta (PDF), 2ª ed. rived. e ampl., Firenze, La nuova Italia, 1961,  pp. 97-124.
- Franz Thaler, Dimenticare mai: opzioni, campo di concentramento di Dachau, prigioniero di guerra, ritorno a casa, traduzione di Peter Litturi, prefazione di Carlo Romeo, cronologia di Leopold Steurer, Bolzano, Edition Raetia, 1990, ISBN 88-7283-206-3.